# Cabannes
Cabannes ist eine französische Gemeinde mit 4576 Einwohnern (Stand 1. Januar 2022) im Département Bouches-du-Rhône in der Region Provence-Alpes-Côte d’Azur.

## Geografie
Die Gemeinde liegt 15 Kilometer westlich von Cavaillon und 18 Kilometer nordwestlich von Saint-Rémy-de-Provence. Die Gemeinde liegt an der Durance, die die Grenze zum Département Vaucluse bildet.

## Bevölkerungsentwicklung
| Jahr      | 1962 | 1968 | 1975 | 1982 | 1990 | 1999 | 2008 | 2018 |
| Einwohner | 2487 | 2698 | 2767 | 2982 | 3929 | 4119 | 4314 | 4443 |

## Wappen
Wappenbeschreibung: In Blau  drei goldene balkenweis gestellte Schindeln über goldenem Hifthorn ohne Trageband.

## Sehenswürdigkeiten
- Pfarrkirche Sainte-Marie-Madeleine aus dem 12. Jahrhundert
- Kapelle St. Joseph und Rosenkranzkapelle

## Verkehrsanbindung
Die Gemeinde liegt in der Nähe der RN 7. Durch ihr Gebiet führt außerdem die Autoroute A7, die nächste Auffahrt befindet sich in Cavaillon.

## Gemeindepartnerschaft
- Castro dei Volsci, Italien, seit 2010

## Persönlichkeiten
- Léopold Videau (1862–1926), Dichter, Autor und Historiker